# Spirembolus phylax
Spirembolus phylax là một loài nhện trong họ Linyphiidae.
Loài này thuộc chi Spirembolus. Spirembolus phylax được Ralph Vary Chamberlin & Wilton Ivie miêu tả năm 1935.